# Erik Lundqvist (Sportschütze)
Erik Rudolf Gabriel Lundqvist (* 29. April 1896 in Stockholm; † 20. August 1961 ebenda) war ein schwedischer Sportschütze.

## Erfolge
Erik Lundqvist nahm an den Olympischen Spielen 1920 in Antwerpen und 1924 in Paris im Trap teil. 1920 gewann er gemeinsam mit Fredric Landelius, Per Kinde, Erik Sökjer-Petersén, Alfred Swahn und Karl Richter die Bronzemedaille, als die Mannschaft hinter den US-Amerikanern und den Belgiern Dritter wurde. Mit 90 Punkten war Lundqvist der beste Schütze der Mannschaft. Vier Jahre darauf verpasste er mit der Mannschaft als Vierter einen erneuten Medaillengewinn, während er im Einzelwettbewerb nicht über den 24. Platz hinaus kam.